# Peter Lacy
El Conde Pedro de Lacy, Peter von Lacy, Peadar de Lása o Pyotr Petrovich Lacy, como fue conocido en Rusia (del ruso: Пётр Петрович Ласси) (Killeady junto a Limerick, Irlanda, 26 de septiembre de 1678 - Riga, Letonia, 19 de abril de 1751), fue uno de los más famosos comandantes de la Rusia imperial antes de Rumyantsev y Suvorov. En su carrera militar de más de medio siglo participó en más de 31 campañas, 18 batallas y 18 sitios.

## Vida

### Comienzos en la Europa Occidental
Peter Lacy nació en el seno de una noble familia irlandesa de origen normando llamada de Lacy, procedente de Lassy, Calvados. A los 13 años, durante la Guerra Guillermita de Irlanda sirvió en la defensa jacobita de Limerick (1691) contra los guillermitas con el rango de teniente. A continuación entró junto con su padre y hermano en la Brigada Irlandesa en Francia. Después de perder a sus parientes en Italia luchando por Luis XIV, decidió buscarse la vida en otra parte. Tras dos años de servicios en el ejército austriaco, Lacy siguió a su comandante, Charles Eugène de Croÿ, ahora al servicio de Rusia.

### Servicios bajo Pedro el Grande
Su primera experiencia rusa fue la desastrosa derrota de la batalla de Narva, en la que Lacy comandaba una unidad de mosqueteros con el grado de poruchik. En la Gran Guerra del Norte fue herido dos veces y ascendió a coronel en 1706. Al año siguiente mandaba una brigada en la Batalla de Poltava, y su actuación fue memorable. De entonces viene su fama como militar. La siguiente misión, todavía a las órdenes del Príncipe Repnin, fue el sitio de Riga. Lacy fue el primer oficial ruso que entró en la capital de Letonia e inmediatamente se le nombró comandante del castillo.
En 1719 la flota de Apraksin llevó a Lacy con 5,000 infantes y 370 jinetes a las proximidades de Umeå en Suecia, donde devastó una docena de fundiciones y varios molinos. Pronto ascendió a general y en 1723 entró en el Colegio Militar, como se conocía en Rusia al Ministerio de Defensa. En 1726 Lacy sucedió a Repnin como jefe del ejército ruso en Letonia. Y en 1729 se le nombró Gobernador de Riga. Este cargo le permitió conocer a la Duquesa de Curlandia, que posteriormente subió al trono de Rusia como Emperatriz Ana, en cuyo reinado jamás se puso en duda la capacidad de Lacy como comandante supremo.

### Servicios bajo la Emperatriz Ana
La Guerra de Sucesión polaca le llevó de nuevo al campo de batalla. En 1733, Lacy y Burkhard Christoph von Münnich expulsaron al rey polaco, Estanislao I Leszczynski, desde Varsovia a Danzig, que fue sitiada por ellos en 1734. Entonces el irlandés recibió la orden de marchar hacia el Rin y unirse con su fuerte contingente de 13.500 hombres a las fuerzas de Eugenio de Saboya. Para ello, avanzó por Alemania y se encontró con los austriacos el 16 de agosto, retornando después, disciplinadamente, a sus cuarteles de invierno en Moravia.
Lacy alcanzó el rango de Mariscal de Campo en la Guerra Ruso-Turca (1735-1739), en la que logró éxitos sorprendentes. En 1736 se hizo cargo del Ejército del Don que tomó la importante ciudadela de Azov, y en 1737 su ejército cruzó el Syvash, entrando en Crimea, donde cayó sobre los 15.000 hombres del ejército turco al que derrotó en dos batallas sucesivas, los días 12 y 14 de junio. En 1738, de nuevo en Crimea, conquistó la fortaleza de Çufut Qale cerca de la capital del Khan, Bakhchisaray.
Tan pronto como se restauró la paz, volvió a su puesto de gobernador de Letonia, y el emperador Carlos VI le concedió el título de Conde Imperial. Su indiferencia por la política le salvó de caer en desgracia tras el fallecimiento de la Emperatriz Ana, al contrario que otros comandantes extranjeros que fueron separados del servicio activo.

### Servicios bajo la Emperatriz Isabel
En la Guerra Ruso-Sueca iniciada en 1741, el gobierno de la regente Ana Leopoldovna le nombró Comandante en Jefe como el más experimentado de los generales rusos. Lacy rápidamente actuó contra Finlandia y obtuvo una última gran victoria en Lappeenranta (agosto de 1741). Al año siguiente, reunió a sus fuerzas y procedió a la conquista de Hamina, Porvoo y Hämeenlinna. En agosto, cercó a más de 17.000 suecos junto a Helsinki, lo que precipitó el fin de las hostilidades.
Acabada la guerra, Lacy se retiró a Riga y retomó el mando de las fuerzas rusas estacionadas en Letonia. Administró el territorio entre el norte de Lituania y el sur de Estonia hasta su muerte, acaecida el 19 de abril de 1751 en Riga. Su hijo, Franz Moritz von Lacy, que había entrado al servicio de los austriacos en 1743, llegó a ser uno de los mejores militares del siglo XVIII.